# Махмуд Ель-Нігеро
Махмуд Ель-Нігеро (араб. محمود النيجرو) — єгипетський футболіст, що грав на позиції нападника за клуб «Іттіхад Аш-Шурта», а також національну збірну Єгипту.

## Клубна кар'єра
У футболі відомий виступами у команді «Іттіхад Аш-Шурта». 

## Виступи за збірну
Був присутній в заявці збірної на чемпіонаті світу 1934 року в Італії, але на поле не виходив.